# (33605) McCue
Pour les articles homonymes, voir McCue.
(33605) McCue est un astéroïde de la ceinture principale.

## Description
(33605) McCue est un astéroïde de la ceinture principale. Il fut découvert le 10 mai 1999 à Socorro (Nouveau-Mexique) par le projet LINEAR. Il présente une orbite caractérisée par un demi-grand axe de 2,36 UA, une excentricité de 0,08 et une inclinaison de 6,2° par rapport à l'écliptique.